# Érettségi után, érettség előtt
Az Érettségi után, érettség előtt (eredeti cím: Get a Job) 2016-ban bemutatott amerikai filmvígjáték, melyet Kyle Pennekamp és Scott Turpel forgatókönyvéből Dylan Kidd rendezett. A főbb szerepekben Miles Teller, Anna Kendrick, Brandon T. Jackson, Nicholas Braun, Christopher Mintz-Plasse, Marcia Gay Harden, Alison Brie és Bryan Cranston látható.
A 2012-ben forgatott film 2016. március 25-ig kiadatlan maradt. Ekkor a Lionsgate Premiere és a CBS Films limitált és video on demand kiadásban jelentette meg.

## Cselekmény
A főiskoláról frissen kikerült Will Davis (Teller) rájön, hogy az iskolai sikerek nem igazán készítették fel őt a munka világára. Az L.A. Weekly magazinhoz jelentkezik gyakornokként, de a megígért álláshelyet létszámcsökkentés miatt megszüntetik.

## Szereplők
| Színész                  | Szerep              | Magyar hang        |
| ------------------------ | ------------------- | ------------------ |
| Miles Teller             | Will Davis          | Renácz Zoltán      |
| Anna Kendrick            | Jillian Stewart     | Csifó Dorina       |
| Brandon T. Jackson       | Luke                | Pásztor Tibor      |
| Christopher Mintz-Plasse | Ethan               | Moser Károly       |
| Nicholas Braun           | Charlie             | Baráth István      |
| Alison Brie              | Tanya Sellers       | Bogdányi Titanilla |
| Bryan Cranston           | Roger Davis         | Rosta Sándor       |
| Marcia Gay Harden        | Katherine Dunn      | Kocsis Judit       |
| Jorge Garcia             | Fernando, a gondnok | Vincze Attila      |
| John C. McGinley         | Hank Diller         | Jakab Csaba        |
| John Cho                 | Brian Bender        | N/A                |
| Maximiliano Hernández    | üzletember          | N/A                |

## A film készítése
2012 januárjában jelentették be, hogy Dylan Kidd lesz a rendező, aki Kyle Pennekamp és Scott Turpel forgatókönyvéből készítette el a filmet. Továbbá bejelentették, hogy Miles Teller, Anna Kendrick, Bryan Cranston, Christopher Mintz-Plasse, Jay Pharoah és Jesse Eisenberg is tárgyalásokat folytat a filmben történő szereplésükről.
2012 márciusában a CBS Films megerősítette Cranston, Kendrick, Teller és Pharaon szereplését. Emellett bejelentették Nicholas Braun, Alison Brie és Brandon T. Jackson csatlakozását is. 2012 márciusában John Cho is a szereplőgárda tagja lett.
A forgatás 2012. március 12-én kezdődött Los Angelesben.

## Bemutató
Két év után, 2014 szeptemberében Anna Kendrick elmondta, hogy a film talán sosem fog megvalósulni a forgalmazási problémák miatt. A filmet végül 2016. március 25-én mutatta be a CBS Films és a Lionsgate Premiere korlátozott számú moziban és Video on demand szolgáltatáson keresztül.

## Fordítás
- Ez a szócikk részben vagy egészben  a   Get a Job (2016 film) című angol Wikipédia-szócikk fordításán alapul.  Az eredeti cikk szerkesztőit annak laptörténete sorolja fel. Ez a jelzés csupán a megfogalmazás eredetét és a szerzői jogokat jelzi, nem szolgál a cikkben szereplő információk forrásmegjelöléseként.